# Ропоциці
Ропоциці (пол. Ropocice) — село в Польщі, у гміні Сецемін Влощовського повіту Свентокшиського воєводства.
У 1975-1998 роках село належало до Ченстоховського воєводства.